# All I Wanted (Kansas)
All I Wanted, é um single da banda Kansas. Foi seu 21º single, bem como a sua sétima e última Top 40 aspecto, ea sua quarta Top 20 hit .  A canção foi lançada no álbum de 1986 da banda de potência e escrito por Steve Walsh e Steve Morse. A música tem uma abordagem pop mais do que canções anteriores da banda.